# NGC 7389
NGC 7389 ist eine linsenförmige Galaxie vom Hubble-Typ SB0 im Sternbild Pegasus am Nordsternhimmel. Sie ist schätzungsweise 362 Millionen Lichtjahre von der Milchstraße entfernt und hat einen Durchmesser von etwa 150.000 Lj.
Im selben Himmelsareal befinden sich u. a. die Galaxien NGC 7383, NGC 7386, NGC 7387, NGC 7390.
Das Objekt wurde am 27. November 1850 von Bindon Blood Stoney entdeckt.